# 桜田一郎
桜田 一郎（さくらだ いちろう、戸籍上は「櫻田」。1904年（明治37年）1月1日 - 1986年（昭和61年）6月23日）は、日本の化学者。京都大学名誉教授。日本学士院会員。紫綬褒章・文化勲章受章。
1939年（昭和14年）に日本初の合成繊維であるポリビニルアルコール系合成繊維（ビニロン）を李升基、川上博（大日本紡績）らと共同開発した。このほか、桜田の粘度式をはじめとして高分子に関する様々な研究を展開し、日本の高分子化学の基礎を築いた。高分子という日本語を定着させたのも彼である。
エスペランティストでもあった。

## 略歴
京都府生まれ。京都一中を卒業。三高時代にエスペラントを学ぶ。三高を卒業。
1924年ルドヴィコ・ザメンホフの演説集をエスペラントから日本語訳して、カニヤ書店から『夜の空の星の如くに』として出版した。
1926年京都帝国大学工学部工業化学科卒業。1931年（昭和6年）、工学博士。論文の題は「繊維素及其置換體ニ就テ」。
1934年京都帝国大学助教授、1935年京都帝国大学教授。1967年京大定年退官・京大名誉教授。
1952年繊維学会会長。1961年高分子学会会長。1967年、日本原子力研究所大阪研究所所長・日本学士院会員、1968年日本化学会会長。元日本学士院会員。文化勲章受章者。

## 受賞歴
- 1955年 日本学士院賞
- 1956年 紫綬褒章
- 1960年 東レ科学技術賞
- 1977年 文化勲章

## 著書
- 高分子化学概論 (高分子化学協会、1948年)
- 繊維の科学 (三共出版、1950年)
- 第三の繊維 (高分子化学刊行会、1955年)
- 合成物の化学 (高分子化学刊行会、1957年)
- 繊維・放射線・高分子 (高分子化学刊行会、1961年)
- 酢酸ビニル樹脂 (高分子化学刊行会、1962年)
- 高分子化学とともに (紀伊国屋書店、1969年)
- 繊維の化学 (三共出版、1978年)
- 化学の小径 (学生社、1978年)